# O Amor de Catarina
O Amor de Catarina é um filme independente de drama brasileiro dirigido por Gil Baroni. Foi lançado pela Europa Filmes nos cinemas em 17 de novembro de 2016.

## Sinopse
A trama de época apresenta Rose (Gleice Barros), uma dona de casa que devido a seus problemas com a família, vê como saída se inspirar na telenovela protagonizada por Catarina (Kéfera Buchmann).

## Elenco
- Kéfera Buchmann como Catarina
- Greice Barros como Rose
- Maicon Santini como González
- Bruna Louise como Rita
- Ciliane Vendruscolo como Dolores
- Rafael "Rafinha" Sanchez como Augusto
- Rodrigo Ferrarini como Júlio
- Luiz Bertazzo como Pedro
- Tiphany Schepanski como Sofia
- Claudete Pereira Jorge como Helena Bandeira
- Hique Veiga como Horácio
- Inezita de Mary como Judite
- Karen Giraldi como Glória
- Neto Costa como Tarcísio[4]

## Produção
Em 2008, o roteiro do filme foi um dos selecionados para participar da oficina Produire Au Sud, que aconteceu em Salvador, no Seminário Internacional de Cinema da Bahia.
A produção do filme foi aprovada pelo governo do Brasil e pela Agência Nacional do Cinema em 16 de fevereiro de 2009, com um orçamento de um pouco mais de um milhão de reais e sob o título O Amor de Catarina e a Caixa de Sapatos, porém o projeto foi dado como cancelado por um tempo.
Em 2014, o filme voltou a ser produzido, desta vez com um orçamento totalmente independente de R$ 180 mil do Prêmio Estadual de Cinema e Vídeo do Paraná, de 2012. As gravações foram realizadas em 2014 e 2016 sob o novo título O Amor de Catarina.
O local de gravação inclui o Mercado das Pulgas de Curitiba, tendo sido realizadas em 12 dias.

## Lançamento
Entre os dias 27 e 30 de setembro de 2016, o filme foi assistido, junto com outros 9 títulos, por Heidi Zwicker, para a seleção do Festival Sundance de Cinema. As exibições dos filmes ocorreram na "Cinemateca do MAM" e na "Sala Gustavo Dahl", no Escritório Central da Ancine, no Rio de Janeiro. O trailer foi divulgado pela Europa Filmes em 12 de outubro de 2016.

O filme foi exibido em 29 de outubro de 2016 em um evento para influenciadores na arena Digital Stars Extreme (DSX) do AdoroCinema, em São Paulo. Antes de ser divulgado o desempenho do filme na bilheteria, o diretor Gil Baroni disse estar satisfeito com o resultado da popularidade de um Filme B em 68 salas de cinema: 

## Classificação indicativa
Para distribuição no Brasil, foi pedida uma autorização ao Ministério da Justiça para rotular o filme com o selo "Livre", mas o pedido foi negado e foi classificado pelo Sistema de Classificação Indicativa Brasileiro como não recomendado para menores de doze anos por conter violência e drogas lícitas.

## Recepção

### Resposta da crítica
No agregador de críticas do AdoroCinema, o filme tem uma nota média de 2,0/5 calculada com base em 4 comentários da imprensa. Jefferson Souza, em sua crítica para o JC Online, disse que "a narrativa tropeça em si mesma quando tenta construir uma interlocução entre as duas histórias – a da novela e a de Rose –, depois disso, é só ladeira abaixo: muitas informações descontextualizadas que danificam a linearidade da trama; fotografia que aparenta ter sido feita às pressas, e falhas na ambientação histórica – pois era para ser um filme de época – são só algumas dos pontos negativos."
Juliana Forner, do Zero Hora, disse que o filme "pode não agradar tanto os habituais fãs da youtuber. É possível perceber um pouco da atuação propositalmente exagerada (normalmente usada para provocar riso), já que Kéfera interpreta na produção justamente uma personagem de novela dramática de época."
Rubens Ewald Filho, escrevendo para o próprio blog, comentou: "Não descobri como ela se envolveu nessa enrascada e acho até corajoso se expor no que é basicamente um filme amador, feito por desconhecidos, com uma história extremamente ingênua e excesso de closes. A montagem até se esforça, mas Kéfera faz pouco mais do que uma participação..."

## Prêmios e indicações
| Ano  | Prêmio                             | Categoria | Resultado | País   | Ref. |
| ---- | ---------------------------------- | --------- | --------- | ------ | ---- |
| 2017 | Grande Prêmio do Cinema Brasileiro | Som       | Pendente  | Brasil |      |